# Шаста (округ)
Ша́ста (англ. Shasta County) — округ на севере штата Калифорния, США. По данным переписи 2010 года население округа составляет 177 223 человека. Административный центр — город Реддинг.

## История
Шаста — один из округов, образованных изначально при создании штата Калифорния в 1850 году. В 1852 году часть территории округа была отделена и образовала новый округ — Сискию; в 1956 году от Шасты отделился округ Тихама. Округ был назван по названию горы Шаста (сейчас находится в пределах округа Сискию).

## География
Общая площадь округа равняется 9960 км², из которых 9780 км² составляет суша и 190 км² (1,9 %) — водные поверхности. Горы окружают округ с запада, севера и востока. Река Сакраменто стекает с гор на севере и пересекает центральную часть округа, направляясь к долине Сакраменто на юге. На территории округа частично расположены национальный лес Шаста-Тринити и национальный парк Лассен-Волканик. Кроме того, в пределах округа находится крупное водохранилище Шаста.
В округе Шаста расположены 3 города (city): Андерсон, Реддинг и Шаста-Лейк.

## Население
По данным переписи 2000 года, население округа Шаста составляет 163 256 человек. Плотность населения равняется 17 чел/км². Расовый состав округа включает 89,3 % белых; 0,8 % чёрных или афроамериканцев; 2,8 % коренных американцев; 1,9 % азиатов; 0,1 % выходцев с тихоокеанских островов; 1,7 % представителей других рас и 3,5 % представителей двух и более рас. 5,5 % из всех рас — латиноамериканцы. Для 94,0 % населения родным языком был английским и для 3,3 % — испанский.
Из 63 426 домохозяйств 31,7 % имеют детей в возрасте до 18 лет, 53,0 % являются супружескими парами, проживающими вместе, 11,9 % являются женщинами, проживающими без мужей, а 30,6 % не имеют семьи. 24,7 % всех домохозяйств состоят из отдельных лиц, в 10,2 % домохозяйств проживают одинокие люди в возрасте 65 лет и старше. Средний размер домохозяйства составил 2,52, а средний размер семьи — 2,98.
В округе проживает 26,1 % населения в возрасте до 18 лет; 8,2 % от 18 до 24 лет; 25,3 % от 25 до 44 лет; 25,2 % от 45 до 64 лет и 15,2 % в возрасте 65 лет и старше. Средний возраст населения — 39 лет. На каждые 100 женщин приходится 95,1 мужчин. На каждые 100 женщин в возрасте 18 лет и старше приходится 91,2 мужчин.
Средний доход на домашнее хозяйство составил 34 335 $, а средний доход на семью 40 491 $. Доход на душу населения равен 17 738 $.
Динамика численности населения по годам:
| 1950   | 1960   | 1970   | 1980    | 1990    | 2000    | 2010    |
| ------ | ------ | ------ | ------- | ------- | ------- | ------- |
| 36 413 | 59 468 | 77 640 | 115 715 | 147 036 | 163 256 | 177 223 |